# Коммодор (звання)
Коммодор (від англ. commodore, котре є спотворенням нід. commandeur, командор) — українське військово-морське звання.

## Історія запровадження
1 жовтня 2020 року набрав чинності Закон України «Про внесення змін до деяких законодавчих актів України щодо військових звань військовослужбовців», згідно з яким в Україні з'явилося військове звання «коммодор».

### Військово-Морські Сили Збройних Сил Українина1991рік
Сучасні Збройні Сили України утворилися в 1991 році внаслідок розпаду СРСР із частин Радянської армії, які були розміщені на території УРСР. Збройні Сили України перейняли радянський зразок військових звань, а також радянських знаків розрізнення. Першим званням вищого корабельного командного складу Військово-Морських Сил ЗСУ було звання контрадмірал (відповідає армійському генерал-майору).

### Експериментальні знаки розрізнення2009року
В 2009 році була зроблена спроба зміни знаків розрізнення військовослужбовців Збройних Сил України. Ці нововведення були спрямовані на наближення до стандартів НАТО і робили можливим введення нових звань, таких як коммодор та бригадний генерал.
З офіцерських погонів повинні були зникнути просвіти, зірки стати однакового розміру для всіх класів офіцерів. Склад, до якого відносився офіцер, можна було впізнати за додатковими елементами на погонах: молодші офіцери мали на погонах лише зірки, старші офіцери мали нижче зірок дубове гілля, а генерали мали за знак класу дві схрещені булави у дубовому вінку під зірками. Генерал армії мав особливі знаки розрізнення на погоні у вигляді двох схрещених булав у дубовому вінку, вище яких розміщувався Тризуб. Слід зауважити, що хоча зміни генеральських військових звань не відбулося, але збільшилася кількість зірок, які вказували на звання, ставши відповідними до знаків розрізнення більшості країн членів НАТО. Так, звання генерал-майора, хоч і залишилося першим генеральським званням, стало позначатися двома зірками (замість попередньої однієї), генерал-лейтенант — трьома (раніше дві), генерал-полковник — чотирма (замість попередніх трьох).
Експериментальні знаки розрізнення 2009 року повністю не набули широкого вжитку. Якщо система знаків розрізнення офіцерського корпусу не змінилася, то пропозиція 2009 року для сержантського та старшинського складу Військово-повітряних (тепер — Повітряних) Сил ЗС України здобула широке визнання.

### Реформа2016року
5 липня 2016 року був затверджений Президентом України «Проєкт однострою та знаки розрізнення Збройних Сил України». У Проєкті серед іншого розглянуті військові звання та нові знаки розрізнення військовослужбовців. Вищий офіцерський склад отримав на погони за знаки своєї категорії орнамент у вигляді «зубчатки», а старші офіцери — «плетінки». Знак категорії вищого офіцерського складу розроблений на основі петлиць військовослужбовців УГА. Також Проєктом передбачалося введення нового первинного військового звання вищого командного складу — «бригадний генерал», який повинен був зайняти місце між званнями полковник та генерал-майор. Аналогом звання «бригадний генерал» серед корабельного складу Військово-морських сил, повинно було стати звання командор. Нові звання повинні були мати за знаки розрізнення по одній чотирипроменевій зірочці над зубчаткою на погоні; крім того, командори повинні були отримати по широкій смужці на рукаві як знак свого звання.
Зміни в однострої та знаках розрізнення, викладені в Проєкті, набули законної чинності лише з деякими змінами: так, звання бригадного генерала та командора не увійшли до військової ієрархії, а кількість зірок на погонах залишилася такою ж, яка була і раніше. Первинними званнями вищого командного складу залишилися звання генерал-майор та контрадмірал, носії цих звань за знаки розрізнення використовували на погоні по одній чотирипроменевій зірці над зубчаткою (первинно передбачалося по дві зірки).
18 липня 2017 року вийшов наказ Міністерства оборони України № 370 «Про затвердження Зразків військової форми одягу та загальних вимог до знаків розрізнення військовослужбовців та ліцеїстів військових ліцеїв», де були затверджені нововведення 2016 року.

### Зміна генеральських звань2020року
4 червня 2020 року Верховна Рада України ухвалила законопроєкт щодо нової системи військових звань. Серед змін у Законі було передбачено введення військових звань бригадний генерал, коммодор та генерал. Також скасовувалися чинні військові звання генерал-полковник та генерал армії. Отже, звання генерал-майора та контрадмірала ставали другими званнями вищого командного складу. За знаки розрізнення контрадмірал отримав дві «зірки» на погоні, такі знаки розрізнення до жовтня 2020 року мав віцеадмірал. Закон набув чинності 01.10.2020 року.
30 червня 2020 року виходить наказ Міністерства оборони України № 238 «Про внесення Змін до наказу Міністерства оборони України від 20 листопада 2017 року N 606», де серед іншого надався опис знаків розрізнення. Проте, в цьому наказі нововведені звання були відсутні.
4 листопада 2020 року виходить наказ Міністерства оборони України № 398 «Про затвердження Змін до Правил носіння військової форми одягу та знаків розрізнення військовослужбовцями Збройних Сил України, Державної спеціальної служби транспорту та ліцеїстами військових ліцеїв», де серед іншого надавався опис знаків розрізнення та опис одностроїв. У цьому наказі надано зображення знаків розрізнення, де вперше фігурують нововведені звання.

### Знаки розрізнення
Знаками розрізнення коммодора Військово-Морських Сил Збройних Сил України є одна чотирипроменева зірка на погоні, розміщена над знаком категорії військовослужбовця — схрещеними булавами. Також як знак розрізнення використовується нарукавний знак у вигляді золотистої широкої смуги на рукаві, вище якого золота емблема у вигляді накладеного на якір Тризуба.
Слід зауважити, що відповідні знаки розрізнення на погонах у 2016—2020 роках використовувалися носіями звання контрадмірал, які після введення нового звання стали носити по дві зірки на погоні.
Нарукавний знак розрізнення коммодора у 2016—2020 роках не використовувався, але у 1991—2016 роках такі знаки розрізнення використовували носії звання капітан 1 рангу.
Парадні погони вищого командного складу Військово-Морських Сил несуть на собі широкий повздовжній золотий галун. На якому закріплені знаки розрізнення в залежності від військового звання носія.
Знаки розрізнення коммодора, на різних типах однострою, Україна
|               |                   |                |                 |
| Парадна форма | Повсякденна форма | Службова форма | Нарукавний знак |

| Нижче за рангом: Капітан 1 рангу | ВМС ЗСУ Коммодор (з 2020) | Вище за рангом: Контрадмірал |